# Corvus tristis
Il corvo grigio o corvo faccianuda (Corvus tristis Lesson & Garnot, 1827) è un uccello passeriforme della famiglia Corvidae.

## Etimologia
Il nome scientifico della specie, tristis, deriva dal latino e significa "triste", in riferimento alla livrea scura di questi uccelli.

## Descrizione

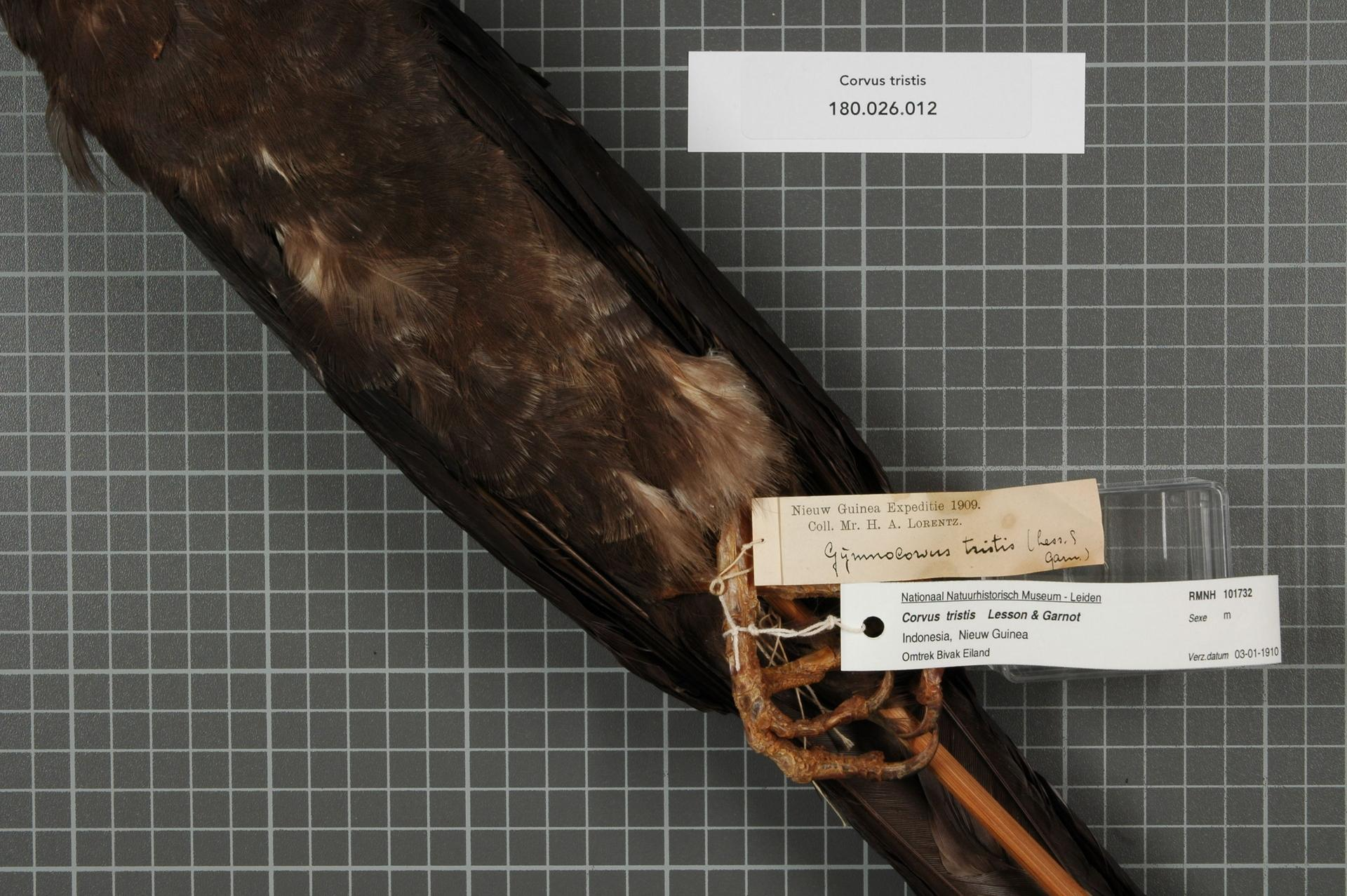
Area ventrale di maschio impagliato.

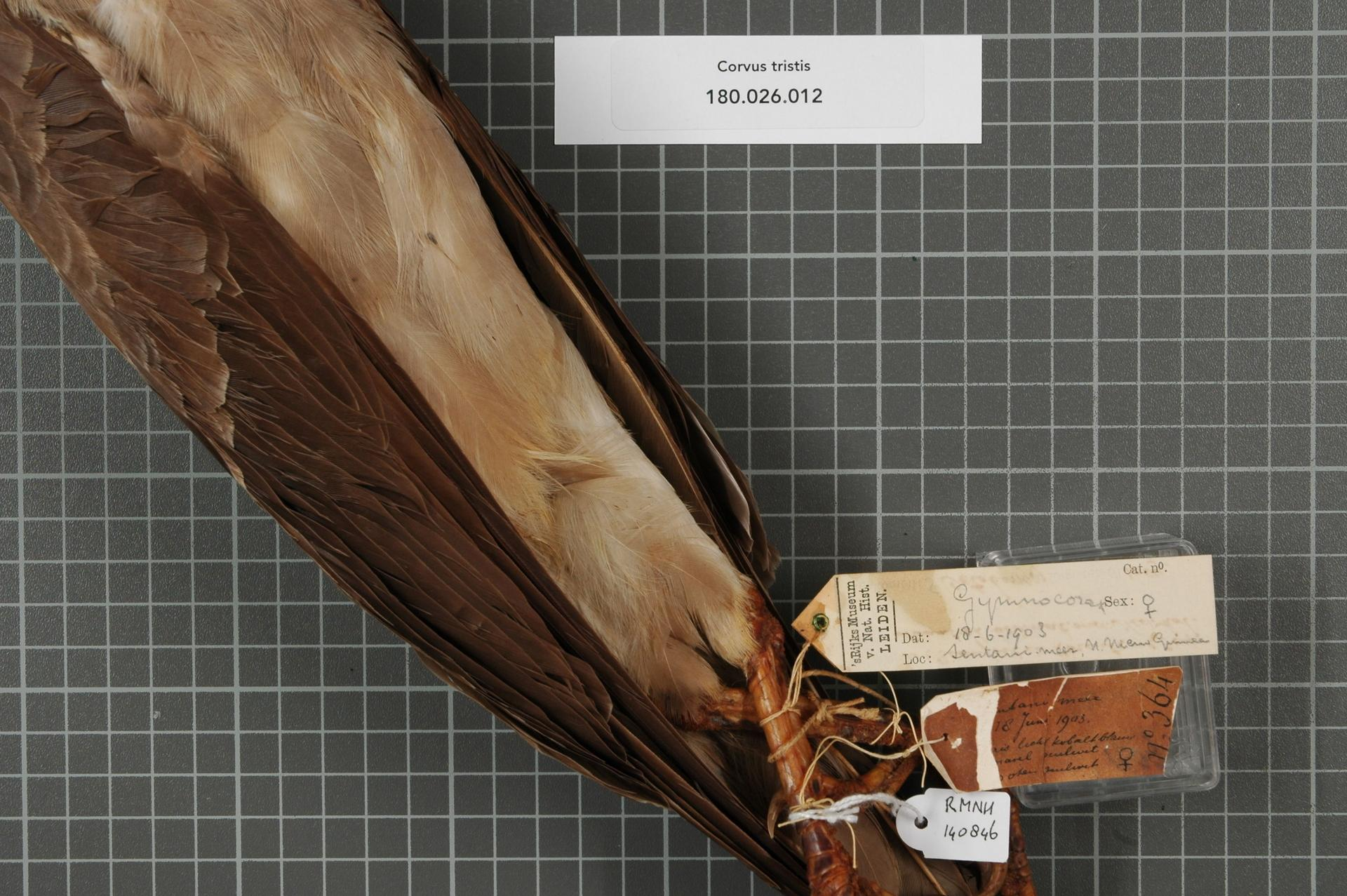
Area ventrale di femmina impagliata.

### Dimensioni
Misura 51-56 cm di lunghezza, per 635 g di peso.

### Aspetto
Si tratta di uccelli dall'aspetto robusto e massiccio, muniti di testa arrotondata con becco lungo, robusto e appuntito, dalla punta lievemente uncinata, collo robusto, lunghe ali digitate, zampe forti (sebbene relativamente corte) e coda cuneiforme e piuttosto lunga: il corvo grigio è inconfondibile fra i corvi per la presenza di un'area glabra che dai lati del becco raggiunge l'area auricolare, riguardando anche le vibrisse intorno alle narici (che in questa specie sono molto ridotte).
Il piumaggio, insolitamente variabile a livello individuale considerando che trattasi di un corvide, è nero su testa, spalle, dorso, ali e coda, mentre gola, petto, ventre e fianchi (come del resto intuibile dal nome comune) sono di un colore che va dal grigio-beige al grigio-olivastro scuro attraverso il grigio topo ed il grigio-nerastro, presentandosi ancora più chiaro e tendente al crema nei giovani esemplari. Anche le remiganti e la coda possono mostrare screziature dello stesso colore dell'area ventrale. 
Il becco è in genere interamente di colore nero-bluastro: non mancano tuttavia esemplari in cui questa colorazione è limitata alla sola mandibola superiore od alla punta o alla base del becco, mentre la rimanente parte tende al bianco-rosato. La pelle nuda facciale è di colore rosa pallido, con gli occhi bianco-azzurrini: le zampe sono invece di colore grigio-rosato.

## Biologia
I corvi grigi sono uccelli dalle abitudini di vita essenzialmente diurne e moderatamente sociali, che vivono in gruppi che possono giungere a contare una decina di individui (generalmente 4-8): durante il giorno, questi giorni si frazionano in singole entità o in coppie, che si dedicano principalmente durante il giorno alla ricerca di cibo nella canopia o fra i rami degli alberi (scendendo tuttavia senza problemi al suolo), mentre verso sera gli stormi si riuniscono su un albero dove passare la notte al riparo da eventuali predatori e dalle intemperie.
Il richiamo di questi uccelli è acuto, lamentoso ed esplosivo, simile al guaito di un cane appena nato: non mancano anche richiami gracchianti d'allarme, più o meno forti a seconda dell'intensità del pericolo.

### Alimentazione
La dieta del corvo grigio è onnivora. Questi uccelli si nutrono in prevalenza di frutta e bacche, che rappresentano la maggior parte della loro dieta all'infuori della stagione riproduttiva: tuttavia, soprattutto durante il periodo degli amori (quando il fabbisogno energetico risulta aumentato a causa delle attività connesse con la riproduzione) essi si cibano anche di insetti ed altri invertebrati e dalle loro larve, nonché semi, granaglie e piccoli vertebrati (soprattutto rane).
I corvi grigi possono inoltre reperire il cibo dalle carcasse (sotto forma di carne piluccata o dei saprofagi che in essa si trovano), e possono inoltre essere osservati mentre cercano di che sfamarsi nell'acqua bassa delle rive dei corsi d'acqua.

### Riproduzione
La riproduzione di questi uccelli è ancora poco nota: in base alle informazioni finora raccolte (due nidi avvistati in marzo, a forma di coppa e costruiti con rametti intrecciati nel folto di un albero, oltre a dei nidiacei avvistati fra ottobre e dicembre) essa sembrerebbe avvenire durante la stagione secca. Molto verosimilmente, le abitudini riproduttive di questi uccelli non differiscono in maniera significativa, per modalità e tempistica, da quelle osservabili nelle altre specie di corvo.

## Distribuzione e habitat
Il corvo grigio è endemico della Nuova Guinea, popolando l'intera isola (ad eccezione dell'asse montuoso centrale e della regione paludosa a sud del Fly River), oltre alle vicine Salawati e Batanta (nel gruppo delle Raja Ampat), Yapen e nelle isole di D'Entrecasteaux.
L'habitat di questi uccelli è costituito dalla foresta pluviale tropicale, sia primaria che secondaria, fino a 1500 m di quota: questi uccelli si spingono anche nelle aree antropizzate, colonizzando le piantagioni e le aree alberate urbane.